# 葉成康
葉成康，前香港無綫電視監製。

## 監製列表

### 電視劇（無綫電視）
- 1992年：火玫瑰（編導）
- 1996年：聊齋（編導）
- 1996年：900重案追兇（監製）
- 1997年：迷離檔案（監製）

## 電影作品

### 導演

#### 1991年
- 志在出位
- 天地玄門

#### 1992年
- 獵豹行動

#### 1994年
- 陰陽錯Q版

### 執行導演

#### 1990年
- 一本漫畫闖天涯